# Нобуо Мацунага
Нобуо Мацунага (јап. 松永 信夫; 6. децембар 1921 — 25. септембар 2007) био је јапански фудбалер.

## Каријера
Током каријере је играо за Nippon Light Metal.

## Репрезентација
За репрезентацију Јапана дебитовао је 1954. године. За тај тим је одиграо 4 утакмице.

## Статистика
| Јапан  | Јапан   | Јапан  |
| Година | Наступи | Голови |
| ------ | ------- | ------ |
| 1954.  | 3       | 0      |
| 1955.  | 1       | 0      |
| Укупно | 4       | 0      |